# Ivan Ranđelović
Ivan Ranđelović (serbe cyrillique : Иван Ранђеловић ; né le 24 décembre 1974 à Niš, Serbie (Yougoslavie), est un ancien gardien serbe de football.

## Carrière
Il a été longtemps le gardien de but remplaçant de Vladimir Stojković puis de Vladimir Dišljenković à l'Étoile Rouge.
Il a fait ses preuves lors des matchs contre le Milan AC en Ligue des champions lors du troisième tour de qualification en août 2006.
Randjelović est devenu titulaire lors de la saison 2006-2007 et a gagné le championnat serbe et la Coupe de Serbie.

## Palmarès
Avec l'Étoile rouge de Belgrade :  
- Champion de Serbie : 2007
- Vainqueur de la Coupe de Serbie : 2007